# Cheddleton & Leek Chess Club
Cheddleton & Leek Chess Club – angielski klub szachowy z siedzibą w Cheddleton.

## Historia
Klub został założony w 1973 roku przez Roberta Milnera, Phila Birksa i Ashleya Wooda. Rok później zainaugurował rozgrywki w lidze północnej hrabstwa Staffordshire. W 1978 roku klub wygrał tę ligę po raz pierwszy w swojej historii. W 2004 roku klub przystąpił do rozgrywek 4NCL, poczynając od czwartej dywizji. W 2006 roku klub awansował do trzeciej ligi, a w 2009 roku zadebiutował w drugiej lidze. W 2011 roku zespół zadebiutował w pierwszej dywizji. W latach 2011–2014 uzyskano czwarte miejsce w lidze, a w 2015 roku – trzecie. W sezonie 2015 klub zadebiutował w Pucharze Europy. Uzyskano wówczas trzy zwycięstwa, jeden remis i odniesiono trzy porażki, zajmując 22. miejsce w końcowej klasyfikacji. Rok później zespół zajął 21. miejsce w Pucharze Europy. W latach 2016–2018 klub trzykrotnie z rzędu zdobył wicemistrzostwo 4NCL, za każdym razem ulegając jedynie Guildford Chess Club. W sezonie 2018/2019 zespół zajął trzecie miejsce w lidze. Identyczny wynik szachiści klubu uzyskali w sezonach 2021/2022 i 2022/2023.

## Arcymistrzowie w historii klubu
- Alvar Alonso Rosell[10]
- Keith Arkell[11]
- Hipólito Asis Gargatagli[12]
- Ałeksandar Czołowiḱ[11]
- Daniel Dardha[13]
- Tamás Fodor[14]
- Daniel Gormally[11]
- Nils Grandelius[15]
- Stewart Haslinger[11]
- Mark Hebden[11]
- David Howell[11]
- Fernando Peralta[12]
- Nicholas Pert[16]
- Enrique Rodríguez Guerrero[11]
- Ivan Sokolov[15]
- Bragi Thorfinnsson[16]
- Simon Williams[11]
- Ilia Zaragacki[11]